# Fènrir
|  | Per a altres significats, vegeu «Fenrir (satèl·lit)». |

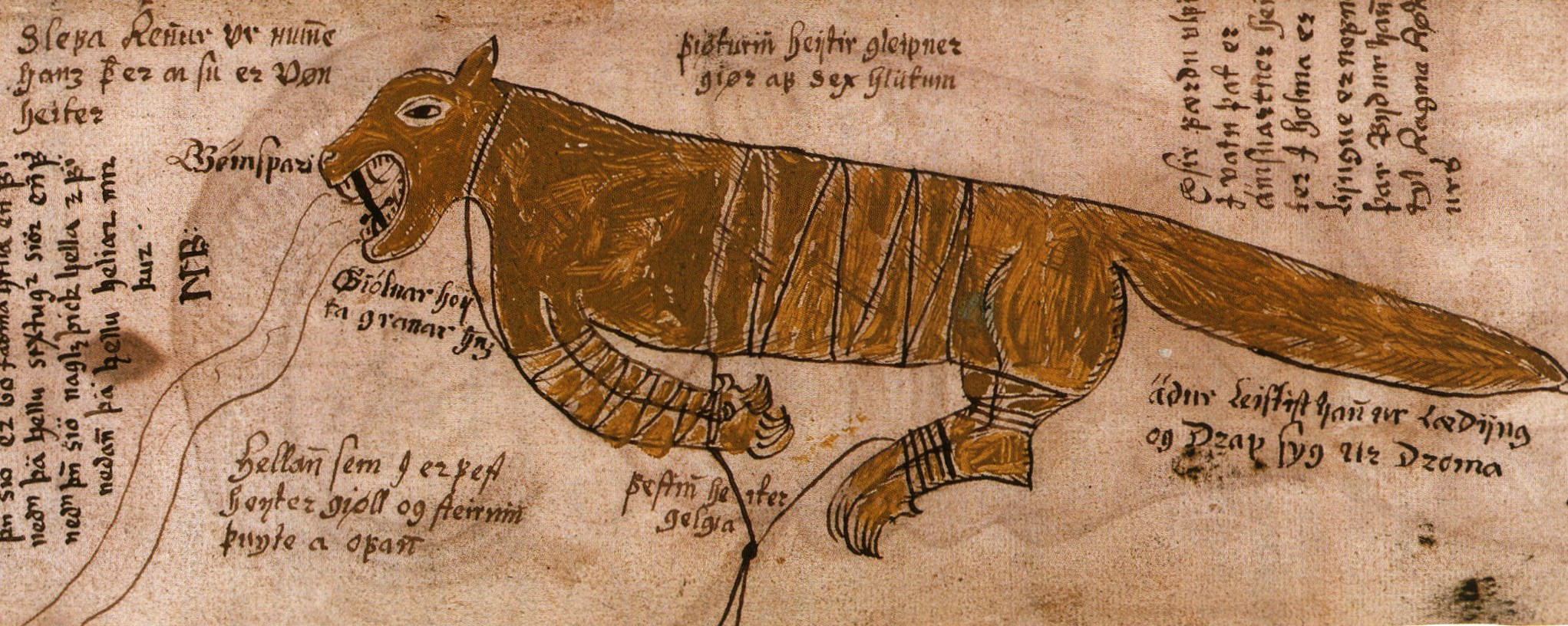
Fènrir, lligat amb un nus màgic.

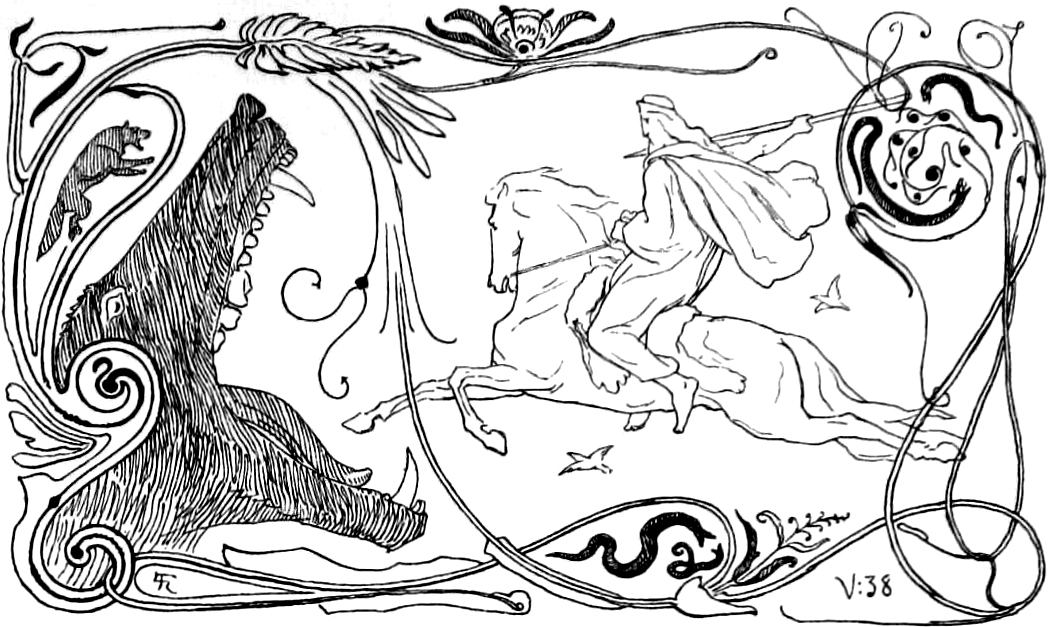
Fènrir i Odin (1895) per Lorenz Frølich.

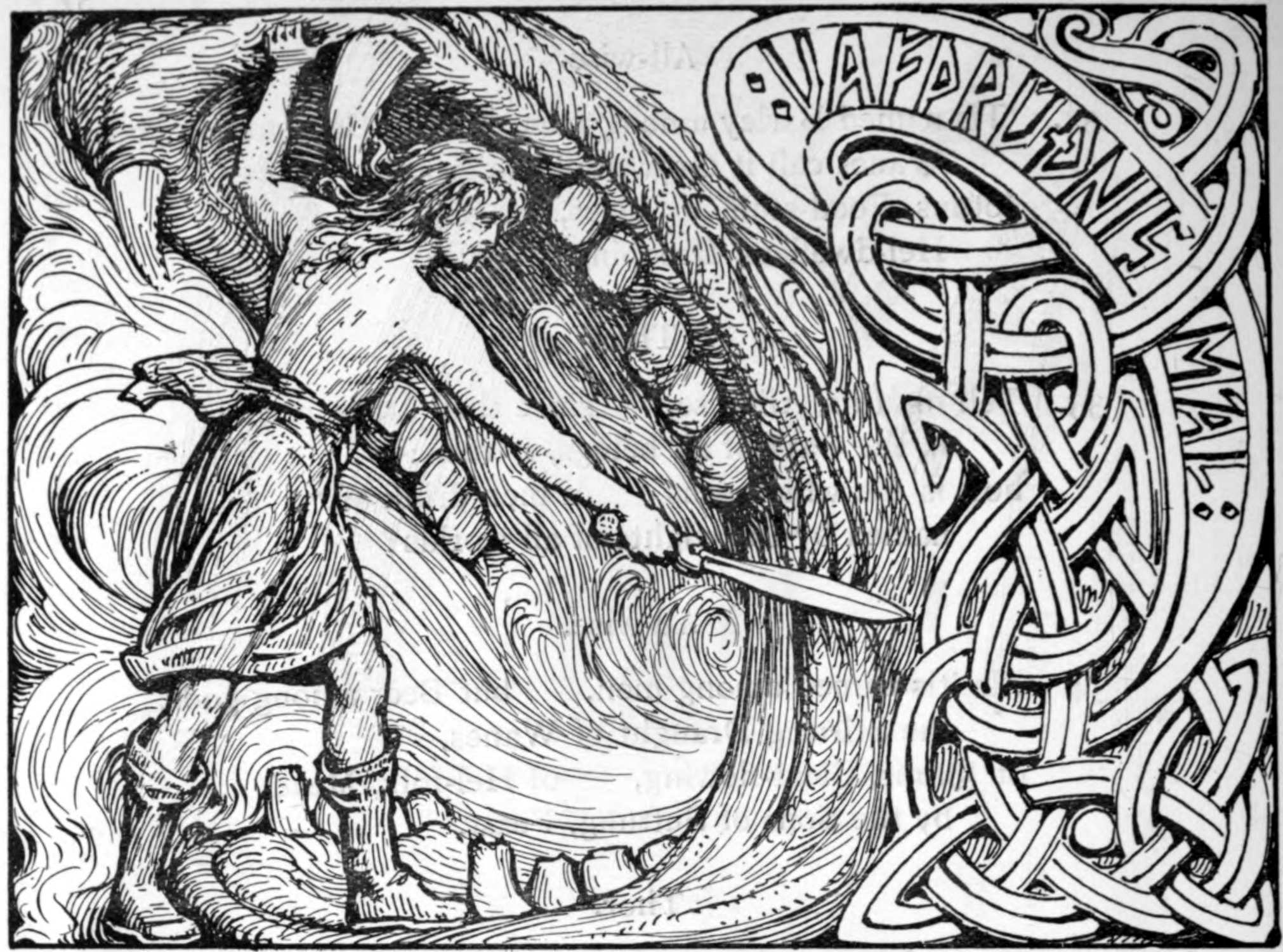
Una il·lustració de Víðarr apunyalant Fènrir mentre mantenia les mandíbules separades (1908) per W. G. Collingwood, inspirat en la Creu de Gosforth.

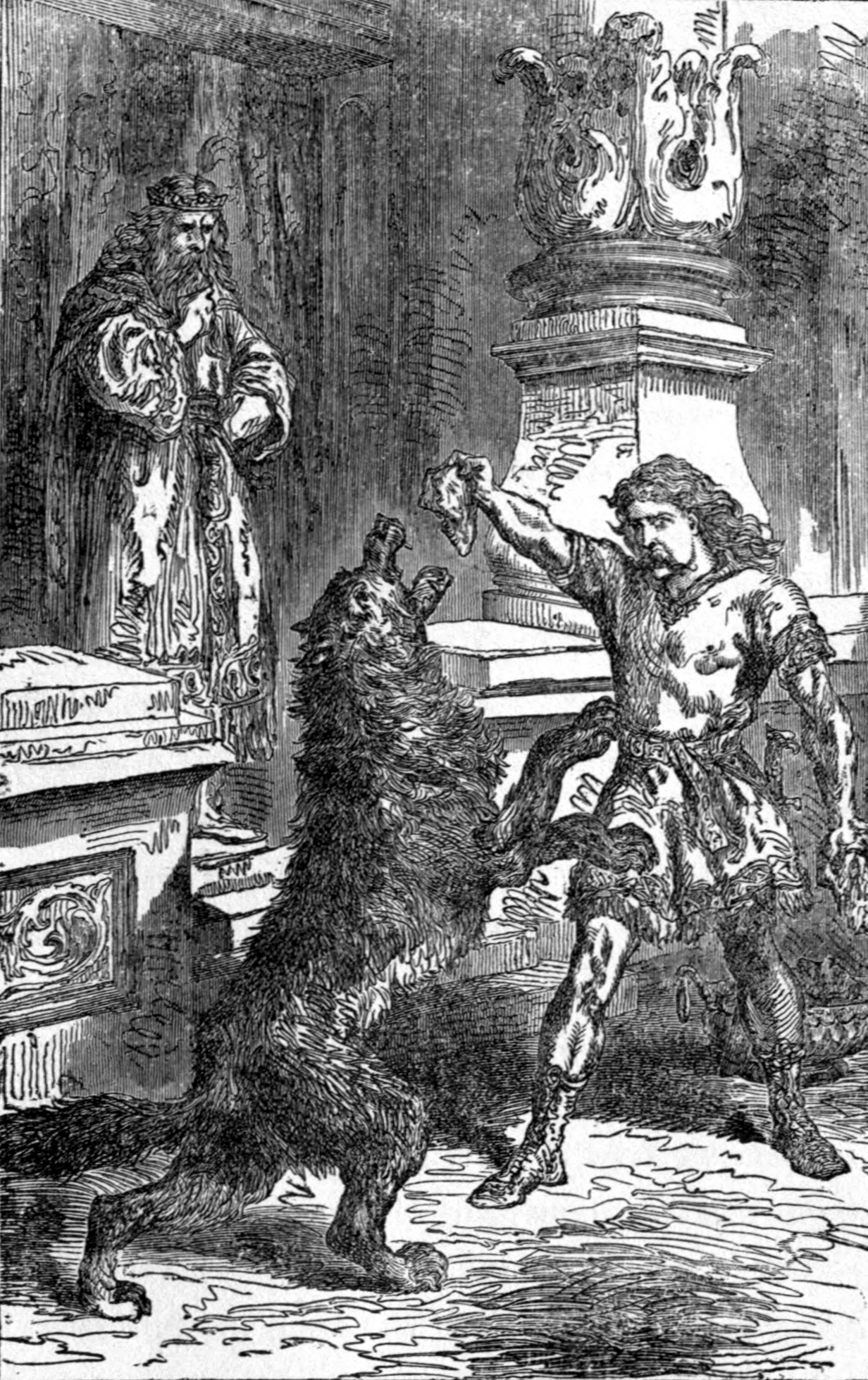
Tir alimentant a Fènrir, de Louis Huard (1891).

En la mitologia nòrdica, el llop Fènrir o Fenri (en norrè Fenrisúlfr: 'habitant dels aiguamolls') era fill de Loki i de la geganta Angrboda i germà de la deessa Hel i de Iormungand, la serp de Midgard. Quan els tres fills d'Angrboda i Loki van esdevenir poderosos, els ansos els va desterrar: Odin va llançar al mar Iormungand; Hel va ser desterrada al regne d'Helheim, on es va convertir en reina; i Tir va encadenar a Fènrir amb un nus màgic anomenat Gleipnir creat pels nans, després que el llop trenqués dos altres nusos màgics, Läding i Droma (Tir perdé una mà per culpa del llop en una juguesca).
Quan arribi el Ragnaroc, Fènrir matarà Odin; però, per venjar la seva mort, Vídar, fill d'Odin, matarà el llop. De fet, un dels fills de Fènrir (Skoll) donarà inici a la fi del món quan intenti menjar-se el Sol i sobrevingui la foscor sobre la Terra.
Sembla que el llop Fènrir és el precedent de la imatge medieval anglesa de la boca de l'infern (que seria la seva), apareguda cap a l'any 800.
El satèl·lit de Saturn, Fènrir, va ser anomenat en honor seu.

## Atestacions

### Edda poètica
Fènrir és esmentat en tres estrofes del poema Völuspá i en dues estrofes del poema Vafþrúðnismál. A l'estrofa 40 del poema  Völuspá , una völva revela a Odin que, a l'est, una dona vella seia al bosc Járnviðr i hi va criar les cries de Fènrir. Més endavant en el poema la völva anuncia que Fènrir consumirà Odin en el Ragnarök i que serà venjat pel seu fill Vidar.

### Prosa Edda

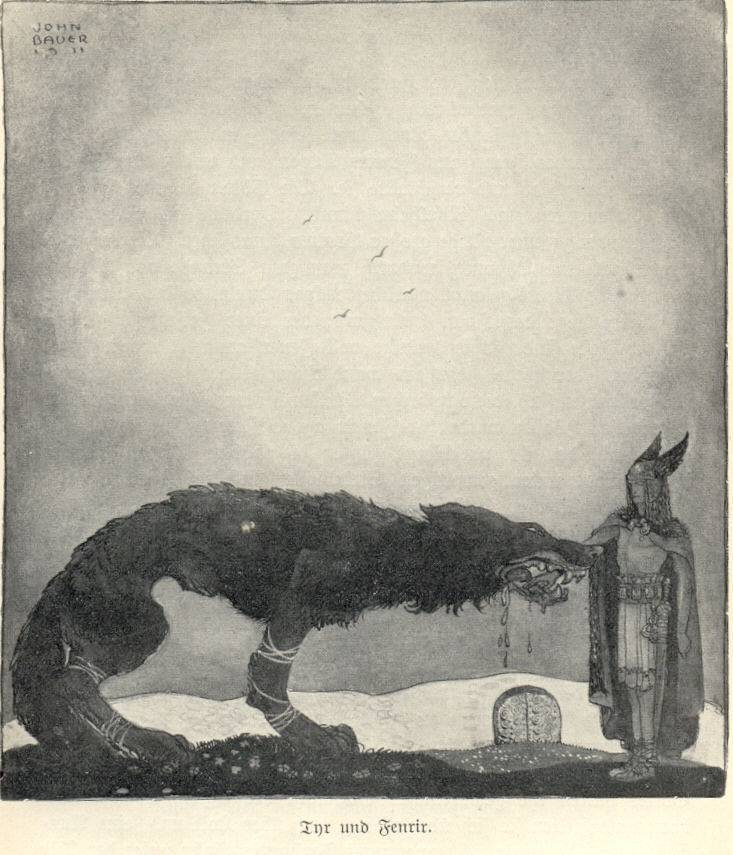
Tyr and Fenrir (1911) per John Bauer.

A l'Edda prosaica, Fènrir és esmenentat en tres llibres: Gylfaginning, Skáldskaparmál i Háttatal.
Al capítol 13 de la "Prosa Edda" Gylfaginning, Fènrir s'esmenta per primera vegada en una estrofa citada de "Völuspá". Fènrir s'esmenta per primera vegada en prosa al capítol 25, on la figura entronitzada de Hár explica a Gangleri (descrit com el rei Gylfi disfressat) sobre el déu Tir. Hár diu que un exemple de la valentia de Tir és que quan els ansos atreien a Fènrir (que aquí es coneix com a Fenrisúlfr) per col·locar el lligador Gleipnir al llop, Tir va col·locar la mà dins la boca del llop com a penyora. Això es va fer a petició pròpia de Fènrir perquè no confiava que l'ansos el deixés anar. Com a resultat, quan els ansos es van negar a alliberar-lo, va mossegar la mà de Tir en un lloc "ara anomenat articulació del llop" (canell), cosa que va provocar que Tir quedés amb una sola mà i "no es considerés un promotor d'assentaments entre persones."
Al capítol 34, Hár descriu Loki i diu que tenia tres fills amb una dona anomenada Angrboða situada a la terra de Jötunheimr; Fenrisúlfr, la serp Jörmungandr, i l'ésser femení Hel. Hár continua dient que, una vegada que els déus van trobar que aquests tres nens eren criats a la terra de Jötunheimr, i quan els déus "van traçar profecies que d'aquests germans sorgirien grans malifetes i desastres per a ells" els déus esperaven molts problemes dels tres fills, en part a causa de la naturalesa de la mare dels fills, i encara pitjor a causa de la naturalesa del seu pare.
Hár diu que Odín va enviar els déus per reunir els nens i portar-los-hi. A la seva arribada, Odin va llançar Jörmungandr a "aquella mar profunda que hi ha al voltant de totes les terres", i després va llançar Hel a Niflheim, i va atorgar a la seva autoritat sobre nou mons. No obstant això, els ansos van criar el llop "a casa", i només Tir va tenir el coratge d'apropar-se a Fènrir i donar-li menjar. Els déus van notar que Fènrir creixia ràpidament cada dia i, com que totes les profecies van predir que Fènrir estava destinat a causar-los danys, els déus van traçar un pla. Els déus van preparar tres grillets: El primer, molt fort, es deia Leyding. Van portar Leyding a Fènrir i van suggerir que el llop provés la seva força amb ell. Fènrir va jutjar que no estava més enllà de les seves forces i, per tant, va deixar que els déus fessin el que volguessin amb ell. A la primera puntada de Fènrir, la vinculació es va trencar i Fènrir es va alliberar de Leyding. Els déus van fer un segon lligam, el doble de fort, i el van anomenar Dromi. Els déus van demanar a Fènrir que provés la nova cadena, i que si trencava aquesta proesa d'enginyeria, Fènrir aconseguiria una gran fama per la seva força. Fènrir va considerar que la cadena era molt forta, però també que la seva força havia crescut des que va trencar Leyding, però que hauria de córrer alguns riscos si volia ser famós. Fènrir els va permetre col·locar la cadena.
Quan els ansos van dir que estava llest, Fènrir es va sacsejar, va llançar la cadena a terra, es va esforçar i, donant cops de peu amb els peus, va trencar la cadena, trencant-la en trossos que van volar molt lluny. Els ansos van començar a témer que no poguessin lligar a Fènrir, i per això Odín va enviar el missatger de Freyr Skírnir a la terra de Svartálfaheimr a "alguns" nans "i els va fer fer un grill anomenat Gleipnir. Els nans van construir Gleipnir a partir de sis ingredients mítics. Després d'un intercanvi entre Gangleri i Hár, aquest continua que la lligadura era suau com una cinta de seda, però forta i ferma. El missatger va portar-la als ansos i li van agrair de tot cor que hagués completat la tasca.

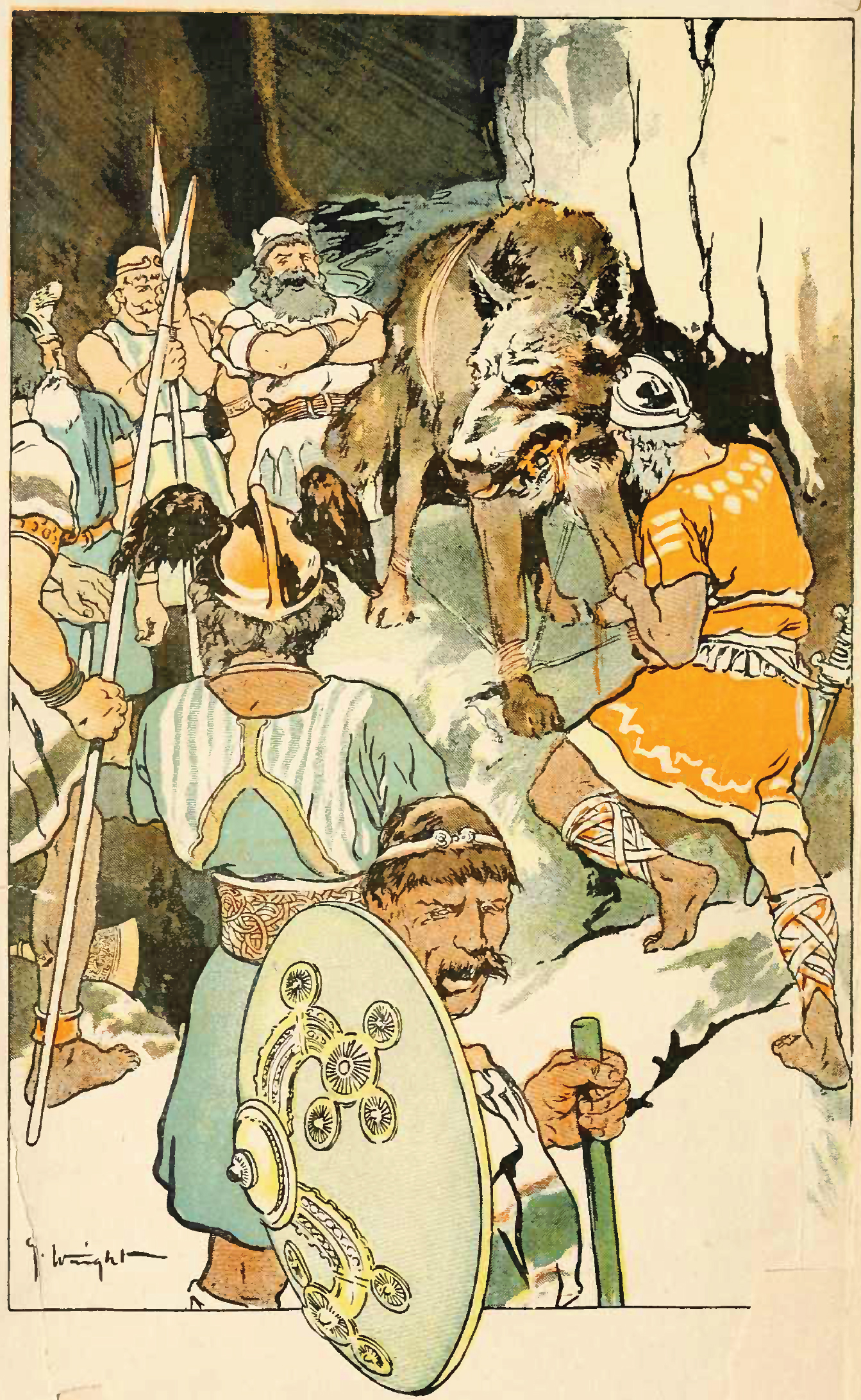
"The Binding of Fenrir" (1908) per George Wright.

Els ansos van sortir cap al llac Amsvartnir van demanar a Fènrir que els acompanyés i van continuar fins a l'illa Lyngvi. Els déus van mostrar a Fènrir, la cinta de seda Gleipnir, li van dir que l'esquinçés, van afirmar que era molt més forta del que semblava, el van passar entre ells, van utilitzar les mans per estirar-lo però no es va esquinçar. Tot i això, van dir que Fènrir seria capaç d'esquinçar-la, cosa que Fènrir va respondre que trencar-la no li donaria fama, i va refusar que el lliguessin. Els ansos van insistir dient-li que Fènrir arrencaria ràpidament una fina tira de seda, i va assenyalar que Fènrir anteriorment va trencar grans lligadures de ferro i va afegir que si Fènrir no era capaç de trencar Gleipnir, Fènrir no tenia res a témer pels déus, i l'alliberarien. Fènrir va respondre que era reticent però, qüestionaven el seu coratge. Va proposar que algú el posés la mà a la boca com a penyora que es feia de bona fe ".
Amb aquesta afirmació, tots els ansos es van mirar els uns als altres, trobant-se en un dilema. Tothom es va negar a posar la mà a la boca de Fènrir fins que Tir va treure la mà dreta i la va col·locar a les mandíbules del llop. Quan Fènrir va donar una puntada de peu, Gleipnir va agafar fortament i, com més Fènrir va lluitar, més forta era la banda. En això, tothom va riure, excepte Tir, que va perdre la mà dreta. Quan els déus van saber que Fènrir estava totalment lligat, van fixar la llosa de pedra profundament al terra. Després, els déus van agafar una gran roca i la van empènyer encara més a terra com a clavilla d'ancoratge. Fènrir va reaccionar violentament; va obrir les mandíbules molt amunt i va intentar mossegar els déus. Llavors els déus li van ficar una espasa a la boca. La seva empunyadura tocava la mandíbula inferior i la punta la superior; mitjançant ella, les mandíbules del llop es van separar i el llop es va amordassar.
Fènrir "udolava horriblement", la saliva li sortia de la boca i aquesta saliva va formar el riu Ván ("esperança" en nòrdic antig). Allà Fènrir estarà fins a Ragnarök. Gangleri comenta que Loki va crear una "família bastant terrible" encara que important, i pregunta per què els ansos no van matar Fènrir allà, ja que esperaven una gran malícia d'ell. Hár respon que "els déus respectaren tant els seus llocs sagrats i els seus llocs de santuari que no volien profanar-los amb la sang del llop, tot i que les profecies diuen que serà la mort de Odin".
In chapter 38, Hár diu que hi ha molts homes a Valhalla, i molts més que arribaran, però "semblaran massa pocs quan vingui el llop". Al capítol 51, High prediu que, com a part dels esdeveniments de Ragnarök, després que el fill de Fènrir Sköll s'hagi empassat el Sól i el seu altre fill Hati Hróðvitnisson s'hagi empassat la lluna, les estrelles desapareixeran del cel. La terra sacsejarà violentament, els arbres seran arrencats, les muntanyes cauran i tots els lligams es trencaran; Fenrisúlfr serà lliure. Fenrisúlfr sortirà amb la boca ben oberta, la mandíbula superior tocant el cel i la mandíbula inferior la terra, i les flames li cremaran pels ulls i les fosses nasals. Més tard, Fenrisúlfr arribarà al camp Vígríðr amb el seu germà Jörmungandr. Amb les forces allí reunides, tindrà lloc una batalla immensa. Odin muntarà per combatre Fenrisúlfr. Durant la batalla, Fenrisúlfr acabarà empassant-se Odin, matant-lo, i el fill d'Odin Víðarr avançarà i llançarà un peu a la mandíbula inferior del llop. Aquest peu portarà una sabata llegendària "per a la qual s'ha recollit el material al llarg de tot el temps". Amb una mà, Víðarr agafarà la mandíbula superior del llop i li esquinçarà la boca, matant Fenrisúlfr. Hár segueix aquesta descripció en prosa citant diverses cites de "Völuspá" en suport, alguns dels quals esmenten Fènrir.

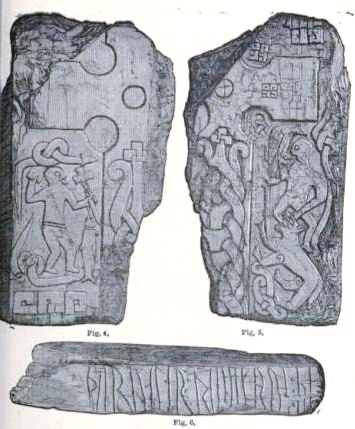
Creu de Torwald a Kirk Andreas, Illa de Man.

## Troballes arqueològiques

### Creu de Torwald
La creu de Torwald, és una resta erigida a Kirk Andreas a l'Illa de Man, que representa un ésser humà amb barba que sosté una llança cap avall sobre un llop, amb el peu dret a la boca, amb un ocell gran a la seva espatlla. Rundata la data de 940, mentre que Pluskowski la data del segle 11è. Aquesta representació s'ha interpretat com a Odin, amb un dels seus corbs o àguila a l'espatlla, sent consumit per Fènrir en el Ragnarök. Al revers de la pedra hi ha una altra imatge paral·lela que s'ha descrit com Crist triomfant sobre Satanàs. Aquests elements combinats han fet que la creu es descrigui com "art sincrètic"; una barreja de paganisme i creences cristianes.

### Pedra Ledberg

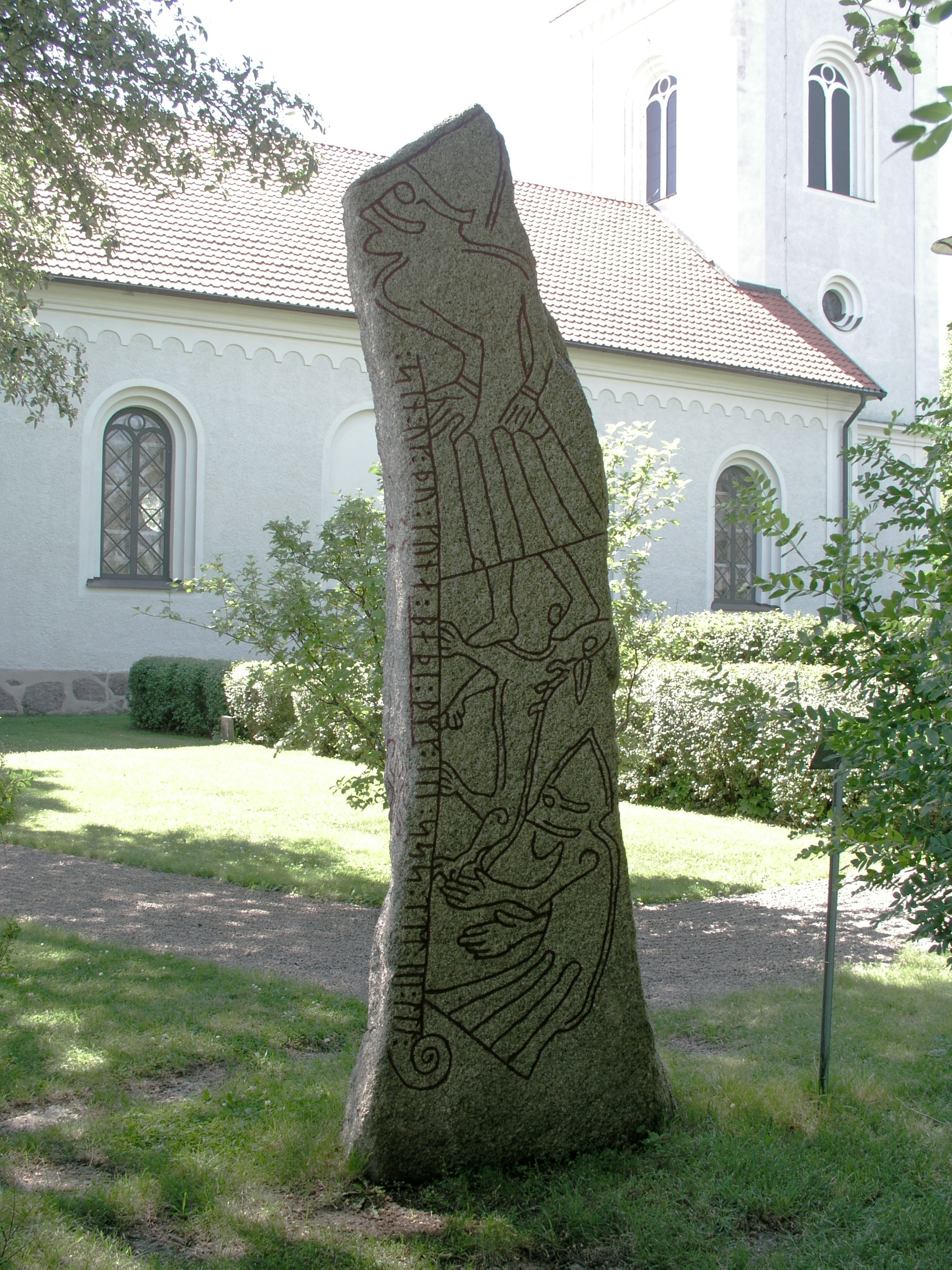
La pedra Ledberg a Suècia.

La pedra Ledberg a Suècia de l'11è segle, de forma similar a la creu de Torwald, presenta una figura amb el peu a la boca d'una bèstia de quatre potes, i això també pot ser una representació d'Odin al que Fènrir devora en el Ragnarök. A sota de la bèstia i l'home hi ha una representació d'un home sense cames, sense casc, amb els braços en posició postrada. La inscripció del Futhark recent a la pedra té una dedicatòria commemorativa que es veu habitualment, però va seguida d'una seqüència codificada rúnica que s'ha descrit com a "misteriosa", i "una interessant fórmula màgica coneguda per tot el món nòrdic antic".

### Altres
Si les imatges del Tullstorp Runestone s'han identificat correctament com a representacions del Ragnarök, llavors Fènrir es mostra a sobre del vaixell Naglfar.
Meyer Schapiro teoritza una connexió entre la "Boca de l'infern" que apareix a la iconografia cristiana medieval i Fènrir. Segons Schapiro, "el gust anglosaxó per la Boca de l'infern potser va estar influït pel mite nòrdic".

## Influència moderna

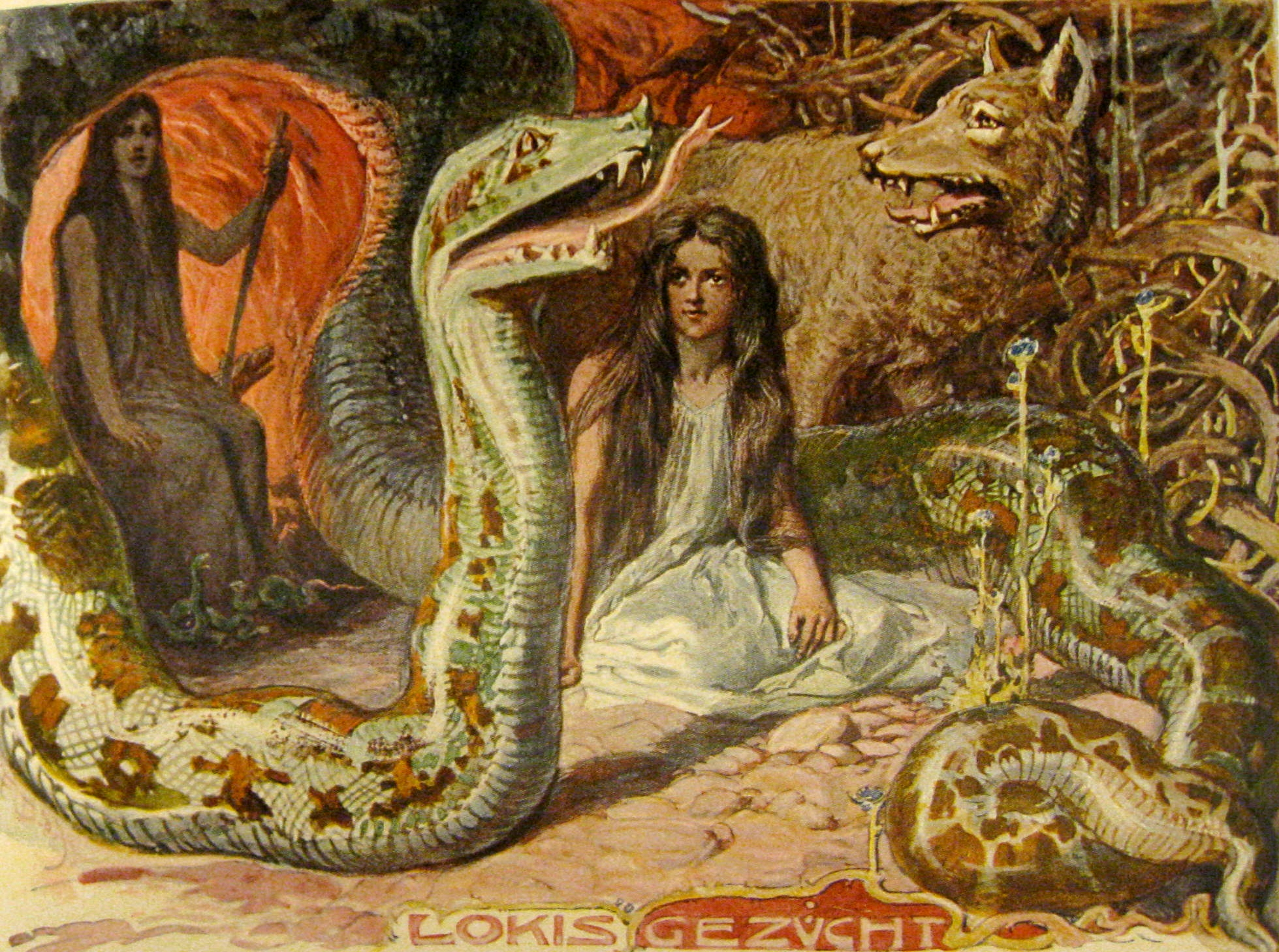
Lokis Gezücht (1905) per Emil Doepler.

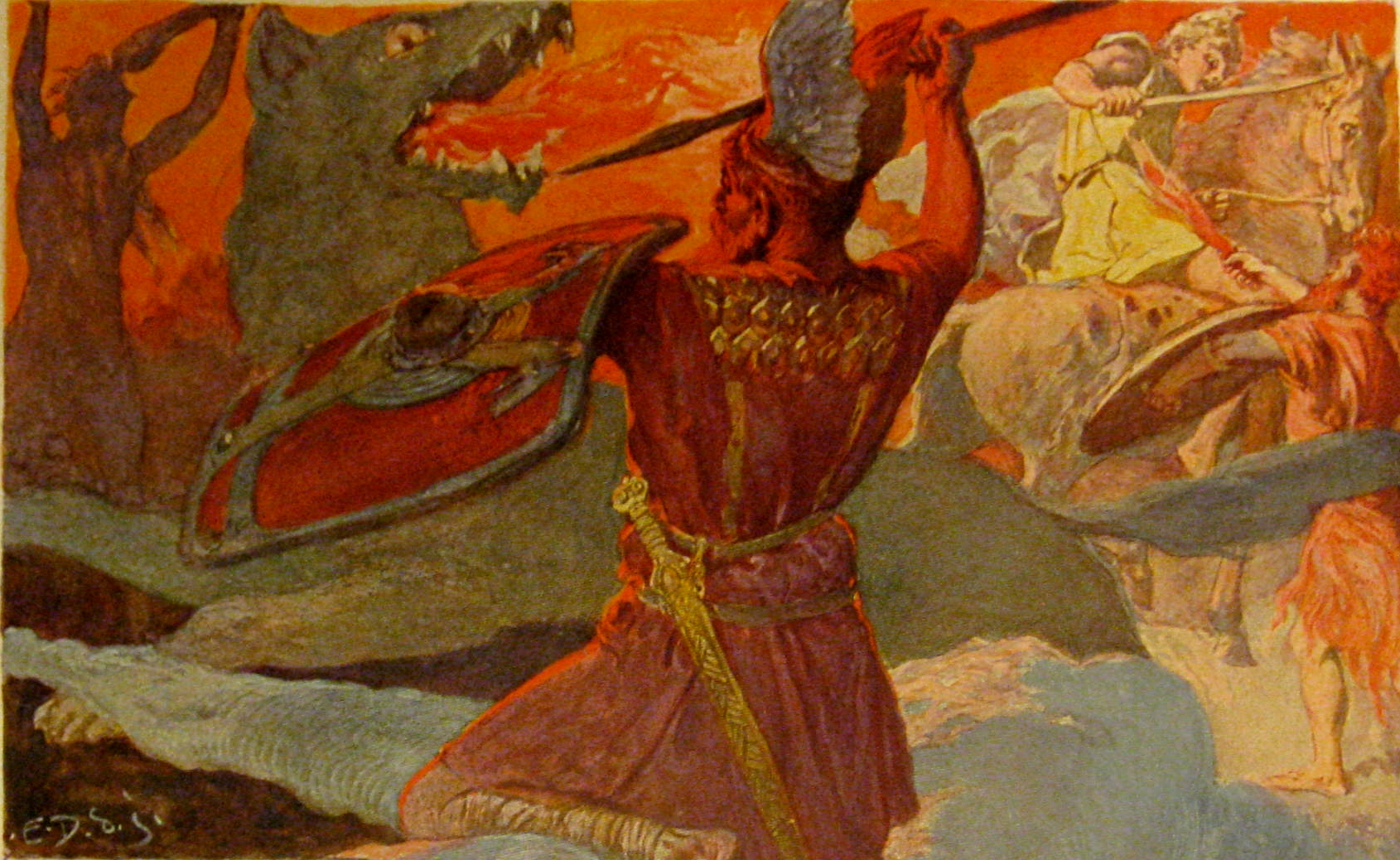
"Odin und Fenriswolf" (1905) per Emil Doepler.

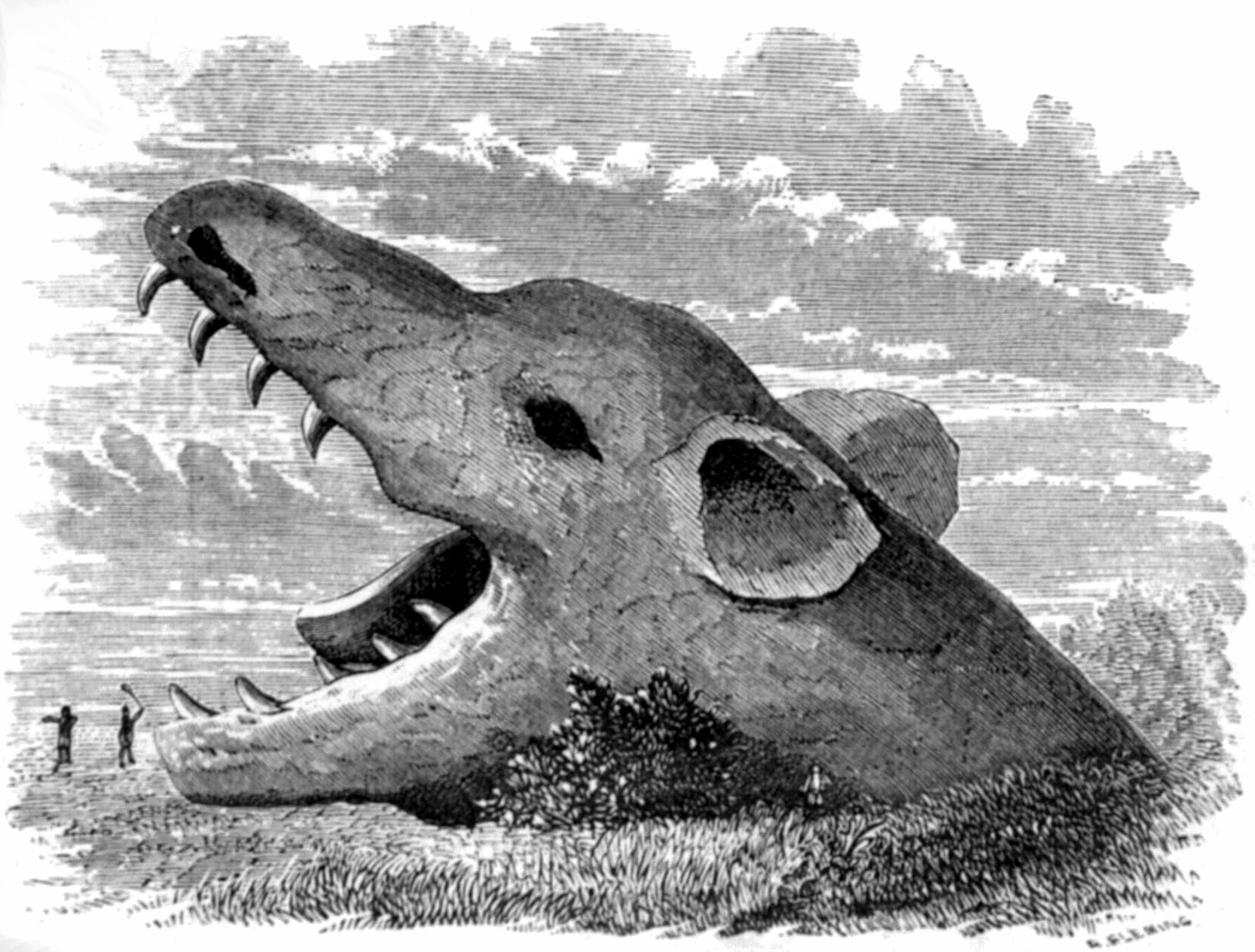
Fènrir (1874) per A. Fleming.

Fènrir ha estat representat a les obres d'art "Odin and Fenris" (1909) i "The Binding of Fenris" (vers 1900) de Dorothy Hardy, "Odin und Fenriswolf" i "Fesselung des Fenriswolfe" (1901) i "Lokis Gezücht" (1905) d'Emil Doepler, i és el tema de l'escultura metàl·lica "Fènrir" d'Arne Vinje Gunnerud, situada a l'illa de Askøy, Noruega.
Fènrir apareix a la literatura moderna al poema "Om Fenrisulven og Tir" (1819) d'Adam Gottlob Oehlenschläger (recollit a Nordens Guder), a la novel·la Der Fenriswolf de K. H. Strobl, i Til kamp mod dødbideriet (1974) per E. K. Reich i E. Larsen.
Amb el nom del llop Fenris apareix a diversos còmics de Marvel Comics relacionats amb Tor i el seu entorn i a la pel·lícula Tor: Ragnaroc de Marvel Studios del 2017.
Fènrir també apareix en almenys tres llibres de ficció per a joves. En primer lloc, va inspirar l'home llop Fènrir Greyback a la sèrie Harry Potter de J.K. Rowling. També apareix en la forma de Fenris Wolf a Magnus Chase and the Gods of Asgard, de Rick Riordan, com el principal adversari al primer llibre de la sèrie. La seva influència també es veu a les sèries de Sarah J. Maas Throne of Glass en el personatge Fenrys, que es pot transformar en un llop gran.
Fènrir també va ser la influència de Carcharoth, un llop malvat que servia a Morgoth al món fantàstic de la Terra Mitjana de J. R. R. Tolkien.
Fenris Ulf (també conegut com a Maugrim) és un llop i el capità de la policia secreta de la bruixa blanca a la novel·la de C. S. Lewis El lleó, la bruixa i l'armari. El personatge rep el nom de Fenris Ulf a les primeres edicions nord-americanes del llibre, així com a l'adaptació animada del lleó, la bruixa i el vestuari (pel·lícula de 1979).
A l'univers de Warhammer 40.000, Fènrir és el món capitular dels Llops Espacials, la història i l'emblema dels quals es basen principalment en el tema del llop. També és interessant assenyalar que el Primarca Leman Russ va entrar en batalla flanquejat pels seus dos llops, Freki i Geri, un recordatori de la representació d'Odin i els seus llops.
A les Cròniques de la Torre de l'escriptora valenciana Laura Gallego García, l'elf Fenris és un personatge capaç de transformar-se en home llop.
A la saga  Anita Blake  de Laurell K. Hamilton, la manada de llobatons té a la seva jerarquia un fenrir (aquell que vol prendre el lloc del líder de la manada, el 'Ulfric).
A la tira còmica "Louve", de la sèrie "Les Mondes de Torgal", el segon volum titulat "La Main coupée du dieu Tir" relata la llegenda de Fènrir i Tir.
Al manga de Saint Seiya, Fènrir és un dels guerrers divins d'Odin, i lluita i viu amb un grup de llops. Com els altres sis guerrers divins, es refereix a una figura important de la mitologia nòrdica.
A la sèrie Arielle Queen de Michel J. Lévesque, Fènrir és un personatge mig home, mig llop, que té com a deure empassar-se la Lluna i fer regnar la Lluna. negre a Midgard. És fill de Loki i Angrboda i el germanastre d'Hel i el germà de Jörmungandr.